# District de Vanimo-Green River
Le district de Vanimo-Green River est un district de la province de Sandaun en Papouasie-Nouvelle-Guinée. Sa capitale est Vanimo.